# Пихтеник
Пихтеник — деревня в Верховажском районе Вологодской области.
Входит в состав Чушевицкого сельского поселения, с точки зрения административно-территориального деления — в Чушевицкий сельсовет.
Расстояние по автодороге до районного центра Верховажья — 49,8 км, до центра муниципального образования Чушевиц — 8 км. Ближайшие населённые пункты — Кайчиха, Заболотье, Ульянково.
По переписи 2002 года население — 1 человек.